# Beautiful World (玉置浩二の曲)
「Beautiful World」（ビューティフル・ワールド）は、日本のシンガーソングライターである玉置浩二の楽曲。
2022年10月19日に日本コロムビアのBETTER DAYSレーベルから、女性シンガーソングライターである絢香とのコラボレーション・シングルとして「玉置浩二 feat.絢香」名義で27枚目のシングルとしてリリースされた。前作「星路」（2022年）よりおよそ5か月ぶりにリリースされたシングルであり、作詞は絢香、作曲は玉置が担当している。
髙橋ツトムの漫画『天間荘の三姉妹 スカイハイ』（2013年 - 2014年）を原作とした映画『天間荘の三姉妹』（2022年）の主題歌として、映画のストーリーに合わせた形で歌詞が書き下ろされたバラードソングとなっている。オリコンシングルチャートにて最高位26位となった。

## 制作、メディアでの使用
本作は髙橋ツトムの漫画『天間荘の三姉妹 スカイハイ』（2013年 - 2014年）を原作とした映画『天間荘の三姉妹』（2022年）の主題歌として制作された。監督は北村龍平で主演はのんが担当、臨死状態の魂がたどり着く温泉旅館である天間荘を舞台としており、主人公が地上へ戻るか天へと旅立つかの魂の行方を描いた作品となっている。映画制作者側からの「玉置浩二さんの声しか考えられない」というオファーを受け、映画を観賞して感銘を受けた玉置は絢香とのコラボレーションを提案、編曲は映画の劇伴を手掛けている松本晃彦が担当することとなった。北村は松本とともに編集が完了したばかりの映画を見終えたあと、両者ともに「ここで聴こえてくるのは、玉置浩二さんの声しか考えられないね」という感想を持ち、駄目元で玉置に映画鑑賞を勧めたところ、映画観賞後の玉置からすぐに原型となる曲が送られてきたと述べている。

## リリース、チャート成績、音楽性
本作は2022年10月19日に日本コロムビアのBETTER DAYSレーベルからマキシシングルとしてハイ・クオリティCD規格でリリースされたほか、デジタル・ダウンロードとしてもリリースされた。本作はオリコンシングルチャートにて最高位26位の登場週数5回となった。
本作の音楽性に関して、音楽情報サイト『TOWER RECORDS ONLINE』では「二人の素晴らしいヴォーカリストの魂の歌声が重なりあい誰もが心を震わす楽曲」と表現したほか、編曲に関しては「映画の世界観にも非常に寄り添った楽曲に仕上がっている」と表記している。ニュースサイト『MusicVoice』では、「アコースティックの優しい音色にのせて、2人の力強くも温かい歌声が響くバラード」と表現したほか、一部の歌詞が大切な人との関係性やそれによる温かみ、人間の生死を描いた映画の世界観をストレートに表現しているとも表記している。
玉置および絢香は、本作と映画に対して以下のコメントを残している。
北村監督、松本晃彦さん、出演者のみなさま、並びに全てのスタッフ関係者のみなさま、本当にありがとうございました。絢香さんと私の歌が、映画を観にきてくださった、たくさんの方々の心を癒すことが出来たらと切に願っております。素晴らしい作品に、歌で参加させて頂けたことを心から感謝しております。—玉置浩二
玉置さんから「デュエットをやろう」とお声がけ頂き、憧れの方と歌をご一緒できる機会に恵まれ身に余る光栄でした。「歌詞は絢香」と、託してくださり、世代を超えて共有できる本質で言葉を紡いでいけたらと思いました。　玉置さんが描かれた沁み入る旋律、壮大で美しい音、そして人生観を揺さぶるストーリーを前に、私自身あらためて深いところまで「生きる」ことについて考えるきっかけとなりました。このような作品に携われて幸せです。劇場に足を運ばれた皆様がどう感じられるか、公開がとても楽しみです！—絢香

## シングル収録曲
| 全作詞: 絢香、全作曲: 玉置浩二、全編曲: 松本晃彦。 |                                           |       |            |      |
| #                                                  | タイトル                                  | 作詞  | 作曲・編曲 | 時間 |
| 1.                                                 | 「Beautiful World」                       | 絢香  | 玉置浩二   | 5:40 |
| 2.                                                 | 「Beautiful World」(インストゥルメンタル) | 絢香  | 玉置浩二   | 5:13 |
| 合計時間:                                          | 合計時間:                                 | 10:53 |            |      |

## リリース履歴
| No. | 日付           | レーベル                    | 規格                         | 規格品番   | 最高順位 | 備考 |
| --- | -------------- | --------------------------- | ---------------------------- | ---------- | -------- | ---- |
| 1   | 2022年10月19日 | 日本コロムビア／BETTER DAYS | UHQCD デジタル・ダウンロード | COCA-18057 | 26位     |      |